# Graham Bond
Graham John Clifton Bond (ur. 28 października 1937 w Romford w hrabstwie Essex, zm. 8 maja 1974) – brytyjski wokalista, saksofonista altowy i organista jazzowy, bluesowy i rockowy, jeden z prekursorów brytyjskiego bluesa. Był prawdziwym innowatorem; pierwszy użył organów Hammonda w kombinacji z głośnikami Lesliego i był pierwszym, który grał na melotronie.

## Życiorys

### Początki
Dość wcześnie uczył się gry na fortepianie. Ponieważ był ciężko chory na astmę, w wieku 14 lat zaczął praktykować karmajogę, co doprowadziło go do nauki gry na saksofonie. W szkole grał w zespole Mordenaires.
Jeszcze jako nastolatek dołączył do grupy muzycznej Terry Graham Trio, która zamieniła się w 1957 r. w kwartet. Zespół wykonywał bebop, ale aby się mógł utrzymać nie stronił od lżejszego repertuaru. W marcu 1960 r. poznał saksofonistę tenorowego Dicka Heckstalla-Smitha i w tym samym miesiącu wziął ślub z pianistką Dianą Eton. W maju 1960 r. Bond rozpoczął grę w Goudie Charles Quintet (później Sextet). W maju 1961 r. wstąpił do grupy The Don Rendell Five/Quintet, w której pozostał przez rok. Z tym zespołem nagrał pierwszy album Roarin'. W 1962 r. Bond grał równocześnie w dwu grupach jazzowych: Johnny Burch Octet i w The Don Rendell Five/Quintet (w obu do października 1962 r.) W oktecie Burcha występował z takimi muzykami jak saksofonista Dick Heckstall-Smith, kontrabasista Jack Bruce i perkusista Ginger Baker. W plebiscycie jazzowym pisma Melody Maker w kategorii Nowa gwiazda zajął drugie miejsce za Dickiem Morrisseyem (później w grupie If). W tym okresie Bond i Heckstall-Smith współpracowali z Live New Departures, poetycko-jazzową grupą istniejącą od 1961 r., w której zetknęli się z poetami Pete’em Brownem i Mikiem Horovitzem. W październiku tego roku razem z Bruce’em, Bakerem i Heckstallem-Smithem wstąpili do bluesowego zespołu Alexis Korner Blues Incorporated, z którym dokonali nagrań dla BBC i firmy Decca Records. Pozostając członkami tej grupy, występowali także jako trio bez nazwy w składzie Bond, Bruce i Baker. W lutym 1963 r. trio usamodzielniło się pod nazwą Graham Bond Trio, ale po miesiącu Bond przyjął do grupy gitarzystę Johna McLaughlina i zmieniają nazwę na Graham Bond Quartet. Zespół ten akompaniował wokaliście Duffy’emu Powerowi i brał udział w jego sesjach nagraniowych. We wrześniu tego samego roku McLaughlin został zwolniony za nietrzymanie rytmu. Został zastąpiony przez Dicka Heckstalla-Smitha i w kwietniu 1964 r. grupa zmieniła nazwę na Graham Bond Organisation (lub Organization).

### Graham Bond Organization
W maju 1964 r. ukazał się pierwszy singiel zespołu i grupa wzięła udział w kilku sesjach nagraniowych. Decca wydała album-składankę Rhythm and Blues – połowę nagrań stanowiły utwory GBO. W lutym 1965 r. ukazał się album Sound of '65, a w grudniu There’s a Bond Between Us. We wrześniu 1965 r. Jack Bruce odszedł do grupy John Mayall Bluesbreakers i został zastąpiony przez trębacza Johna Falanę. W styczniu Bond współpracował także z formacją Trevor Watts Quintet, a w lutym GBO wzięła udział w sesji nagraniowej The Who. W czerwcu odszedł partner heroinowego nałogu Bonda Ginger Baker (do zespołu Cream) i został zastąpiony przez jazzowego perkusistę Jona Hisemana. Mniej więcej w tym okresie rozpadło się małżeństwo Bonda. W październiku Bond porzucił nałóg heroinowy. W tym samym miesiącu odszedł z zespołu Falana i aż do lata 1967 r. grupa występowała jako trio. Dokonało ono znakomitych nagrań do projektowanego albumu dla firmy Polydor. Bond wydał całą zaliczkę firmy na opłacenie studia Olympic, jednak koszt nagrań przewyższył zaliczkę i nagrania zostały zatrzymane przez studio. Ukazały się one dopiero w 1970 r. na świetnym zbiorczym albumie Solid Bond. Latem 1967 r. do zespołu dołączył gitarzysta John Moorshead. W sierpniu saksofonista Dick Heckstall-Smith przeszedł do grupy Johna Mayalla i Graham Bond Organization rozpada się. Ostatnim stałym składem zespołu jest trio z sierpnia (Bond, gitarzysta Ray Russell i perkusista Alan Rushton), które odbyło tournée po Francji razem z Soft Machine.

### Koniec lat 60. i lata 70
Zimą 1968 r. Bond poznał Dianę Stewart, tak jak i on interesującą się magią i okultyzmem i para wzięła ślub w 1970 r. Bond powrócił do heroinowego nałogu. Współpracował z duńską grupą Fool, z którą udał się do USA, gdzie brał udział w sesjach nagraniowych takich muzyków jak m.in. Harvey Mandel i Screaming Jay Hawkins. Jako Wade and the Renegates dokonał nagrań z muzykami z Jefferson Airplane. Odbyły się także jego sesje z Grateful Dead, ale te nagrania do dziś się nie pojawiły. Ukazały się jego dwa albumy: Love is the Law oraz nagrany z muzykami studyjnymi Mighty Grahame Bond.
Po powrocie do Wielkiej Brytanii Bond został aresztowany za długi bankrupcyjne i z więzienia wykupił go Jack Bruce. W sierpniu 1969 r. założył nowy zespół Graham Bond Initiation, który zadebiutował 25 września tego samego roku. 17 października grupa ta wystąpiła na wielkim koncercie w Royal Albert Hall w Londynie razem z muzykami, którzy grali w przeszłości z Bondem. Formacja ta przetrwała do marca 1971 r. Równocześnie z prowadzeniem tego zespołu Bond jest członkiem wieloosobowej grupy Ginger Baker’s Air Force istniejącej od stycznia 1970 r. do lutego 1971 r. Był to w dużej mierze eksperymentalny zespół łączący muzykę rockową i jazzową z elementami muzyki afrykańskiej. Wydał on dwie płyty z Bondem: Live (podwójną) oraz studyjny album Ginger Baker’s Air Force 2.
W kwietniu 1971 r. Bond sformował Graham Bond with Magick. W ciągu niecałego roku istnienia zespół ten wydał dwa albumy: Holy Magick i We Put Our Magick on You, które mimo znakomitych muzyków biorących udział w ich nagraniu, okazały się zupełnie przeciętne. We wrześniu Bond znalazł się w znakomitej grupie Jack Bruce & Friends, która zadebiutowała koncertem w Hyde Parku, dokonała nagrań dla BBC i TV Granada oraz odbyła tournée po Wielkiej Brytanii i Włoszech. Bond został z zespołu ‘zwolniony’.
W grudniu 1971 r. Bond współpracował z istniejącą od 1970 r. interesującą grupą Pete Brown's Piblokto, która rozpadła się, ale Bond i Brown postanowili kontynuować współpracę pod szyldem Bond & Brown. Wydali znakomitą czwórkę (EP) Lost Tribe i bardzo słaby album Two Heads Are Better Then One. Grupa ta przetrwała do końca 1972 r. W 1973 r. Bond odbył tournée po Francji ze swoim nowym zespołem. Po krótkim okresie współpracy z John Dummer Band wstąpił pod koniec 1973 r. do grupy piosenkarki Caroline Pegg – Magus, która rozpadła się w grudniu 1973 r.
Po oszukaniu handlarzy narkotykami został przez nich pobity i musiał schronić się na policji, która znalazła przy nim marihuanę. Aresztowano go i po miesiącu został skierowany do szpitala psychiatrycznego, z którego zwolniono go w marcu 1974 r. Był w depresji i 8 maja 1974 r. najprawdopodobniej skoczył na stacji Finsbury Park pod pociąg (według świadków).

## Dyskografia

### Single i ‘czwórki’ (EP)
1. I Saw Her Standing There/Farewell Baby 1963 (singel firmowany przez Duffy’ego Powera)
2. Long Tall Shorty/Long-legged Baby (pierwszy singel Graham Bond Organization)
3. Tammy/Wade in the Water 2.1965
4. Tell Me (I’m Gonna Love Again)/Love Come Shining Through 4.1965
5. Lease on Love/My Heart’s in Little Pieces 7.1965
6. St. James Infirmary/Soul Tango 4.1966
7. You’ve Gotta Have Love Baby/I Love You 2.1967
8. Walking in the Park/Springtime in the City 1970 (Graham Bond Initiation)
9. Man of Constant Sorrow/Doin’ It 1970 (Ginger Baker’s Air Force)
10. Twelve Gates to the City/Water Water 1971 (Graham Bond with Magick)
11. Lost Tribe: Lost Tribe/Macumbe/Milk Is Turning Sour in My Shoes 1972 (czwórka/EP Bond & Brown)

### Płyty długogrające
1. Roarin' 1961 (The Don Rendell Five/Quintet)
2. The Sound of ’65 4.1965 (Graham Bond Organization)
3. There’s a Bond Between Us 12.1965 (Graham Bond Organization)
4. Solid Bond 1970 (Graham Bond Organization – są tu także pierwsze nagrania Johna McLaughlina)
5. Love Is the Law 1968 (USA)
6. Mighty Grahame Bond 1968 (USA)
7. Live 2.1970 (Ginger Baker’s Air Force)
8. Ginger Baker’s Air Force 2 10.1970
9. Holy Magick 1971 (Graham Bond with Magick)
10. We Put Our Magick on You (Graham Bond with Magick)
11. Two Heads Are Better Then One 1972 (Bond & Brown)

### Inne albumy
1. Rhythm and Blues 1964 (składanka; połowa utworów Graham Bond Organization)
2. Rock Generation vol. 3 i vol. 4 (znakomity koncert Graham Bond Organization z 1964; jest kilka wydań pod różnymi tytułami)
3. Jazz Blues Rock & Alchemy (album bootleg z rzadkimi nagraniami: single GBO, nagranie z The Who itp.)
4. A Story Ended 1972 (solowy album Dicka Heckstalla-Smitha)
5. Beginning of the Jazz Rock 1977 (Graham Bond)
6. Singles & Rarities vol. 1 2004 (Graham Bond)
7. Bond in America 1971
8. This Is Graham Bond 1972
10. Faces & Places vol. 4 (Graham Bond Organization)
11. Feast of the Mau Mau 1988 (Screamin’ Jay Hawkins)
12. Cristo Redentor... (...) 2003 (Harvey Mandel)
13. Party in the Rain 1983 (Pete Brown & Ian Lynn)
14. Sun, Moon & Herbs (Dr. John)
15. Camelo Pardalis 1973 (Steve York)
16. Bandit 1975 (Bandit)
17. Alexis Korner All Stars 1969
18. Best of British Blues 1 2003 (różni wykonawcy)
19. Meal You Can Shake Hands with in the Dark 1969 (Pete Brown & His Battered Ornaments)
20. Rock Invasion 1978 (różni wykonawcy)
21. Profile 1981 (Aleksis Korner)

## Muzycy zespołów Grahama Bonda
- Jack Bruce: gitara basowa, harmonijka ustna, wokalista
- Ginger Baker: perkusja
- John McLaughlin: gitara
- Dick Heckstall-Smith: saksofon tenorowy
- Mike Falana: trąbka
- Jon Hiseman: perkusja
- John Moorshead: gitara
- Ray Russell: gitara
- Alan Rushton: perkusja
- Dave Usher: saksofon tenorowy
- Diane Stewart: wokalistka, instrumenty perkusyjne
- Keith Bailey: perkusja
- Dave Sheen: instrumenty perkusyjne
- Kevin Stacey: gitara
- Victor Brox: wokalista
- Annette Brox: wokalistka
- Ric Grech: gitara basowa
- Steve York: gitara basowa
- John Gross: saksofon
- Aliki Ashman: wokalistka
- Alex Dmochowski: gitara basowa
- Godfrey McLean: perkusja
- Jerry Salisbury: kornet
- Pete Bailey: instrumenty perkusyjne
- Terry Poole: gitara, gitara basowa
- Henry Williams: gitara
- Gaspar Lawall: instrumenty perkusyjne
- Steve Gregory: saksofon
- John 'Pugwash' Weathers: perkusja
- Pete Brown: wokalista
- Lisle Harper: gitara basowa
- Ed Spevock: perkusja
- Dave Thompson: saksofon tenorowy
- Derek Foley: gitara
- Rob Tait: perkusja